# Сенека (Мисури)
Сенека (енгл. Seneca) град је у америчкој савезној држави Мисури.

## Демографија
По попису из 2010. године број становника је 2.336, што је 201 (9,4%) становника више него 2000. године.
| Група             | 2000.         | 2010.         |
| Белци             | 1.887 (88,4%) | 1.961 (83,9%) |
| Афроамериканци    | 2 (0,1%)      | 8 (0,3%)      |
| Азијати           | 5 (0,2%)      | 10 (0,4%)     |
| Хиспаноамериканци | 24 (1,1%)     | 52 (2,2%)     |
| Укупно            | 2.135         | 2.336         |